# Je prends le large
Singles de Tal
Le sens de la vie
(2012) M'en aller
(2012)
Pistes de Le droit de rêver
Le droit de rêver Renaître
Je prends le large est le quatrième extrait de l'album Le droit de rêver de la chanteuse Tal.

## Clip vidéo
Il a été tourné à Miami, aux États-Unis.

## Classements des ventes
| Classement (2012)                       | Meilleure position |
| --------------------------------------- | ------------------ |
| France (SNEP)                           | 39                 |
| France (Airplay)                        | 33                 |
| Belgique (Wallonie Ultratop 50 Singles) | 47                 |
| Belgique (Wallonie Ultratip 50)         | 4                  |